# Jeeves and Wooster
Jeeves and Wooster é um programa de televisão do Reino Unido. Foi exibido de 22 de abril de 1990 a 20 de junho de 1993.